# أبوت كيني
أبوت كيني (بالإنجليزية: Abbot Kinney)‏ هو رائد أعمال أمريكي، ولد في 1850 في نيو برونزويك في الولايات المتحدة، وتوفي في 1920 في سانتا مونيكا في الولايات المتحدة.